# 台南市 (市)

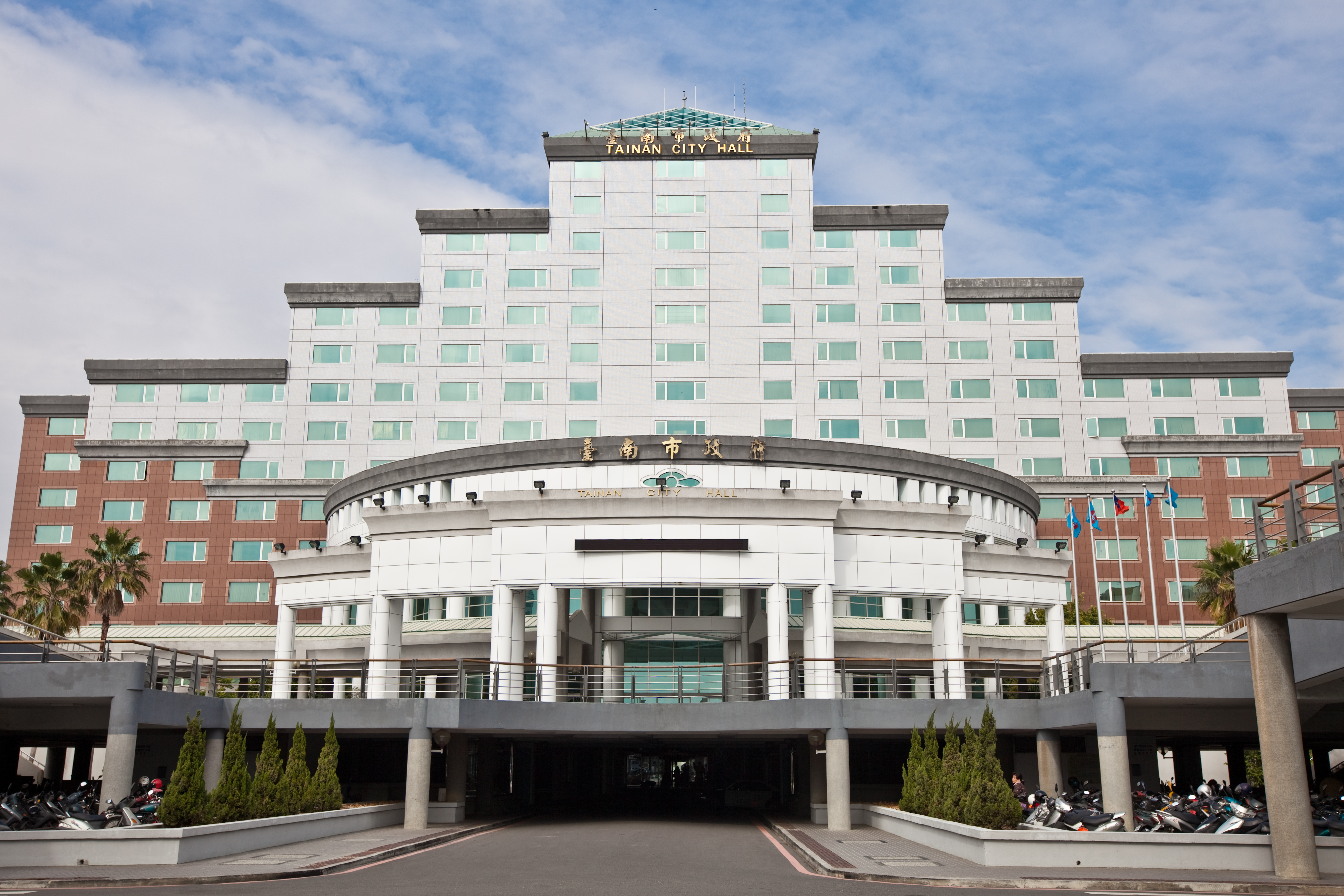
台南市政府（現：台南市政府永華市政センター）

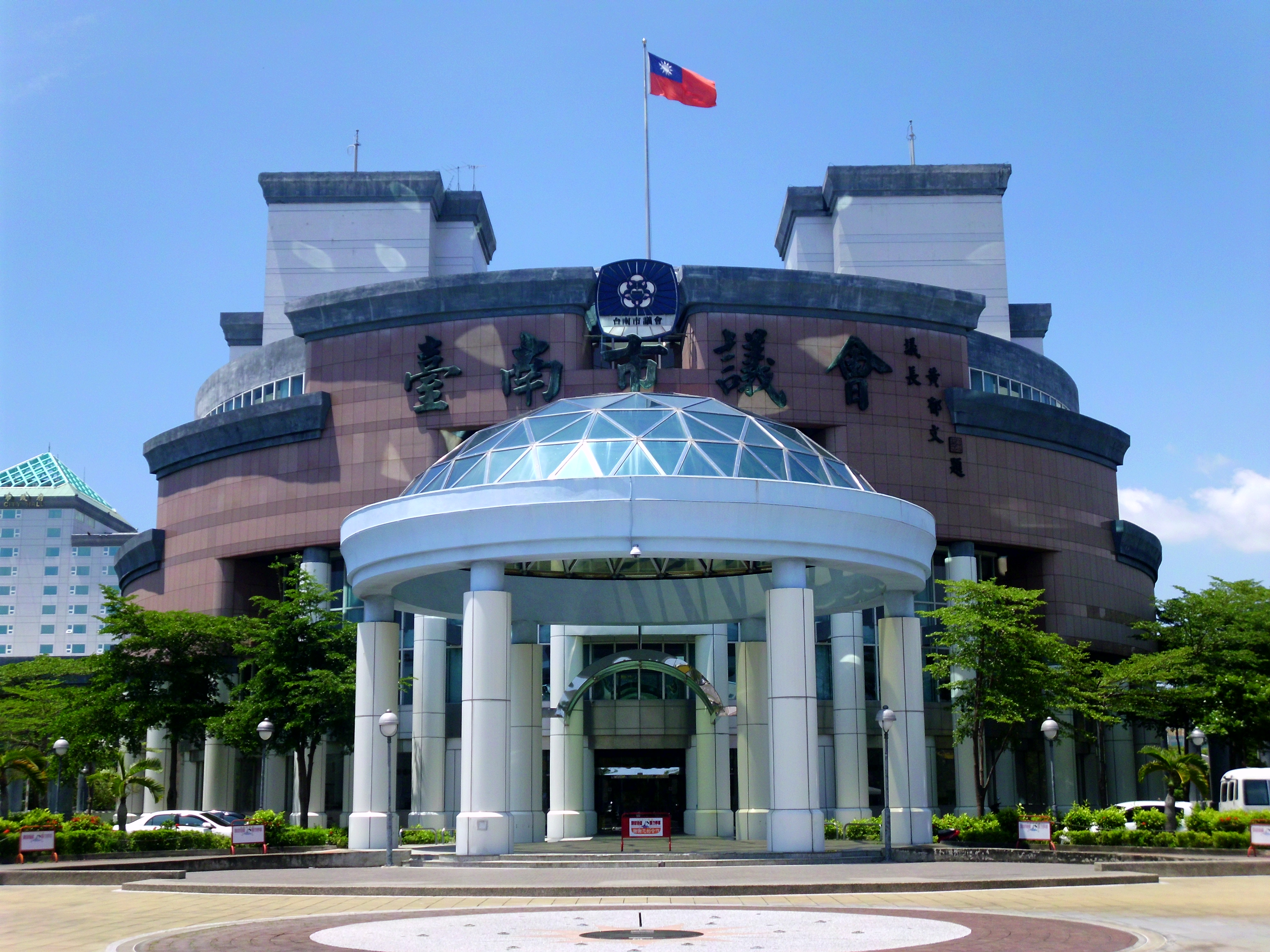
台南市議会（現：台南市議会永華議事庁）

台南市（繁: 臺南市/台南市、たいなん-し）は、かつて中華民国台湾省に存在した市。1945年（昭和20年/民国34年）の台湾光復に伴い、台南州台南市が台湾省の省轄市に改編されて成立した。2010年（民国99年）に台南県と合併し、直轄市としての台南市が新設され、台湾省から離脱した。

## 行政区画
1945年（昭和20年/民国34年）10月25日、日本の敗戦に伴って台湾は中華民国国民政府に接収（台湾光復）され、台湾省が設置された。12月14日に台湾省の省轄市として台南市が設置され、日本統治時代の区画を踏襲して東・南・北・西・中・安平・青浜・真浜の8区が置かれた。
1946年（民国35年）、台南県新豊区安順郷を編入して安南区が設置され、青浜区と真浜区は南区に編入された。
1982年（民国71年）、北・西・中・南・東の5区の境界が調整された。
2004年（民国93年）、中区と西区が合併して中西区となり、最終的に合計6の区が存在した。
|        |                    |                          |
| 区名   | 人口（2010年11月） | 面積（平方キロメートル） |
| 東区   | 194,068            | 13.4156                  |
| 南区   | 126,293            | 27.2681                  |
| 中西区 | 79,286             | 6.2600                   |
| 北区   | 131,939            | 10.4340                  |
| 安南区 | 177,960            | 107.2016                 |
| 安平区 | 62,520             | 11.0663                  |
| 合計   | 772,066            | 175.6456                 |

## 歴代市長

### 地方自治実施前
| 代 | 氏名   | 写真 | 所属政党   | 在任期間                       |
| -- | ------ | ---- | ---------- | ------------------------------ |
| 1  | 韓聯和 |      | 中国国民党 | 1945年11月26日 - 1946年8月26日 |
| 2  | 卓高煊 |      | 中国国民党 | 1946年8月26日 - 1951年2月1日   |

### 地方自治実施後
| 代   | 期 | 氏名   | 写真                            | 所属政党                        | 在任期間                        |
| ---- | -- | ------ | ------------------------------- | ------------------------------- | ------------------------------- |
| 1    | 1  | 葉廷珪 |                                 | 無所属 · → 中国国民党 · →無所属 | 1951年2月1日 - 1954年6月2日     |
| 2    | 2  | 楊請   |                                 | 中国国民党                      | 1954年6月2日 - 1957年6月2日     |
| 3    | 3  | 葉廷珪 |                                 | 無所属                          | 1951年2月1日 - 1954年6月2日     |
| 4    | 4  | 辛文炳 |                                 | 中国国民党                      | 1960年6月2日 - 1964年6月2日     |
| 5    | 5  | 葉廷珪 |                                 | 無所属 · → 中国国民党           | 1964年6月2日 - 1968年6月2日     |
| 6    | 6  | 林錫山 |                                 | 中国国民党                      | 1968年6月2日 - 1973年2月1日     |
| 7    | 7  | 張麗堂 |                                 | 中国国民党                      | 1973年2月1日 - 1977年12月20日   |
| 8    | 8  | 蘇南成 |                                 | 無所属                          | 1977年12月20日 - 1981年12月20日 |
| 8    | 9  | 蘇南成 | 無所属 · → 中国国民党           | 1981年12月20日 - 1985年5月30日  |                                 |
| 代理 | 9  | 陳癸淼 |                                 | 中国国民党                      | 1985年5月30日 - 1985年12月20日  |
| 9    | 10 | 林文雄 |                                 | 中国国民党                      | 1985年12月20日 - 1989年12月20日 |
| 10   | 11 | 施治明 |                                 | 中国国民党                      | 1989年12月20日 - 1993年12月20日 |
| 10   | 12 | 施治明 | 1993年12月20日 - 1997年12月20日 | 中国国民党                      |                                 |
| 11   | 13 | 張燦鍙 |                                 | 民主進歩党 · →無所属            | 1997年12月20日 - 2001年12月20日 |
| 12   | 13 | 許添財 |                                 | 民主進歩党                      | 2001年12月20日 - 2005年12月20日 |
| 12   | 14 | 許添財 | 2005年12月20日 - 2010年12月25日 | 民主進歩党                      |                                 |